# Ikh Bin A Kleyner Dreydl
"Ikh Bin A Kleyner Dreydl", (Iídiche: איך בין אַ קלײנער דרײדל , tradução literal: Eu sou um pequeno dreidel). A música existe também em versões em língua inglesa com o nome de "I Have a Little Dreidel" (também conhecidas como "A canção Dreidel" ou ainda "Dreidel, Dreidel, Dreidel"). É uma canção infantil cantada em Chanucá. A música é sobre fazer um dreidel e jogar com ele.

## História
O letrista (criado em 1896) para a versão em inglês é Samuel S. Grossman e o compositor da versão em inglês está listado como Samuel E. Goldfarb (também S. E. Goldfarb).  A versão iídiche foi escrita e composta por Mikhl Gelbart (em iídiche:  : מיכאל געלבאַרט) (pseudônimo Ben Arn), mas ele classificou o autor como Ben Arn, um pseudônimo referente a si mesmo como filho de Aarão. 

## Versão Iídiche
| Versão Iídiche | Transliteração | Tradução |
| --- | --- | --- |
| איך בין אַ קליינער דריידל, געמאַכט בין איך פון בלײַ. קומט לאָמיר אַלע שפּילן, אין דריידל – איינס, צוויי, דרײַ. אוי, דריידל, דריידל, דריידל, אוי, דריי זיך, דריידל, דריי. טאָ לאָמיר אַלע שפּילן, אין דריידל, איינס און צוויי. | Ikh bin a kleyner dreydl, gemakht bin ikh fun blay. Kumt lomir ale shpiln, in dreydl – eyns tsvey dray. Oy, dreydl, dreydl, dreydl, Oy, drey zikh, dreydl, drey. To lomir ale shpiln, in dreydl eyns un tsvey. | Eu sou um pequeno dreidel, sou feito de chumbo. Venha, vamos todos jogar dreidel - um dois três. Oh, dreidel, dreidel, dreidel, oh, dreidel, dreidel, gire. Então, vamos jogar dreidel, um e dois. |
| און איך האָב ליב צו טאַנצן, זיך דרייען אין אַ ראָד. טאָ לאָמיר אַלע טאַנצן אַ דריידל-קאַראַהאָד. אוי, דריידל, דריידל, דריידל, אוי, דריי זיך, דריידל, דריי. טאָ לאָמיר אַלע שפּילן, אין דריידל, איינס און צוויי.                    | Un ikh hob lib tsu tantsn, zikh dreyen in a rod To lomir ale tantsn, a dreydl-karahod. Oy, dreydl, dreydl, dreydl, oy, drey zikh, dreydl, drey. To lomir ale shpiln, in dreydl eyns un tsvey.                  | E eu adoro dançar, girar em círculo. Então, vamos todos dançar um círculo dreidel. Oh, dreidel, dreidel, dreidel, oh dreidel, dreidel, gire. Então, vamos jogar dreidel, um e dois.                |